# Макаров, Владимир Иванович (Герой Украины)
Владимир Иванович Макаров (род. 14 апреля 1962, г. Макеевка) — советский и украинский шахтёр, Герой Украины (2008).

## Биография
Родился 14 апреля 1962 года в городе Макеевка, Донецкая область.
Закончил Донбасский государственный технический университет.
На момент награждения работал начальником участка обособленного подразделения «Шахтоуправление „Луганское“» государственного предприятия «Луганскуголь», которое находится в селе Юбилейное Луганской области Украины. Это подразделение состоит из двух шахт — «Центральной» и «Мащинской», на обеих ведутся горнодобывающие работы.
Работал директором шахты имени XIX съезда КПСС. С декабря 2012 года — генеральный директор государственного предприятия «Луганскуголь».

## Награды и звания
- Звание Герой Украины (с вручением ордена Государства, 27.08.2008 — за весомый личный вклад в укрепление энергетического потенциала государства, многолетний самоотверженный шахтёрский труд и по случаю Дня шахтёра).
- Орден «За заслуги» III ст. (2003)[2]
- Награждён Почётной грамотой Верховной Рады Украины (2002, за высокий профессионализм и особый вклад в развитие и функционирование угольной промышленности Украины).[3]